# Oštrodlakavi šćir
Oštrodlakavi šćir (hrapavi šćir; lat. Amaranthus retroflexus), korisna jednogodišnja biljka iz porodice štirovki. To je žitarica slična prosu, blagog okusa sličnom orahu. U Hrvatskoj je invazivna vrsta koju smatraju korovom.
Od nje se kuhanjem dobiva kaša, a može se pržiti i kao začin dodavati u druga jela. Bogata je lizinom, esencijalnom aminokiselinom, koju ljudsko tijelo ne proizvodi i koje nema u hrani biljnog podrijetla. Osim lizina, sadrži i dosta željeza i kalcija. Rumenika osigurava visokokvalitetne bjelančevine, bez dodatnih masnoća koje se mogu pronaći u mesu.
- A. retroflexus
- A. retroflexus
- A. retroflexus
- A. retroflexus